# 愛眼
愛眼株式会社（あいがん）は、大阪府大阪市天王寺区に本社を置く眼鏡・コンタクトレンズなどの販売を行うチェーンストアである。
近畿地方を地盤に直営店やフランチャイズ店を全国に展開し、中国にも進出している。眼鏡の卸・小売業では業界4位である。東京証券取引所スタンダード市場に上場している。
CMでの「メガネの〜愛・眼」がサウンドロゴで有名。
2011年には、メガネを使った2つのギネス世界記録の認定を受けた。1つ目は『200人を超えるメガネダンサーがダンスし続ける』というもので、ダンサー及び一般公募で集まった200名以上がチャレンジして成功した。2つ目は『1,000kgの重さのある車に敷かれても、メガネフレームが壊れずに耐える』というもので、軽自動車（1,030kg）、スポーツカー（1,680kg）、大型4WD（2,475kg）の3台の車で挑戦し、結果、フレームは壊れることなく成功した。

## 沿革
- 1941年 - 大阪市で佐々栄商店を創業。
- 1961年 - 瑞宝眼鏡光学株式会社を設立。
- 1965年 - 子会社株式会社メガネの愛眼を設立。
- 1987年 - 子会社株式会社メガネの愛眼を吸収合併し、商号を愛眼株式会社に変更。
- 1989年 - 大証2部に上場。
- 2000年 - 東証2部に上場。
- 2001年 - 東証1部・大証1部に指定替え、東京証券取引所・大阪証券取引所市場第1部上場。
- 2003年 - 新業態「AIGAN」「SYZ」開設。
- 2005年 - 新業態「Kapis」開設。
- 2006年 - 女優の加藤夏希を起用し、彼女がプロデュースしたメガネ「bit babe」を販売
- 2010年 - ネオック（株）、九州ネオック（株）合併。
- 2012年 - NEW愛眼ブランドスタート。ロゴタイプも変更。
- 2013年 - CMキャラクターに女優の夏菜を起用。
- 2016年 - イメージキャラクターにAKB48を起用。
- 2021年 - 創業80周年。

## 出店状況

### 店舗
- 日本
  - 直営店 - 293店舗
  - フランチャイズ店 - 26店舗
  - 写真館 - 4店舗
- 中国 - 8店舗

### 形態
店舗の立地状況などに応じ、いくつかのブランドで出店している。
- メガネの愛眼
- AIGAN
- SYZ
- Kapis
- アイフィーあいがん

## 提供番組

### 現在
- ラジオ日本ジャイアンツナイター（アール・エフ・ラジオ日本） - 事前の番組「メガネの愛眼・ナイター直前フォーカス」の協賛スポンサー。読売ジャイアンツの試合の見所を紹介するもの
- 上泉雄一のええなぁ!（MBSラジオ） - 6:05過ぎ・7:00過ぎの「MBSニュース」のスポンサー。
- 多田しげおの気分爽快!!朝からP・O・N（CBCラジオ） - 「暮らしに鉄分」のコーナーのスポンサー。
- 早川一光のばんざい人間（KBS京都ラジオ） - 6:50のニュースコーナーのスポンサー。

### 過去
- 中京テレビ Newsリアルタイム・サタデー（中京テレビ） - 日本テレビ等、系列他局では別スポンサー。
- おはようワイド・土曜の朝に（テレビ朝日系列・朝日放送制作）
- ANNニュースファイナル（テレビ朝日系列） - 朝日放送でのローカルスポンサーを務めた。
- 水曜ミステリー9（テレビ東京系列）
- 日曜ビッグスペシャル（テレビ東京系列）
- 愛の貧乏脱出大作戦（テレビ東京系列）
- ノックは無用!（関西テレビ他）
- 快傑えみちゃんねる（関西テレビ他）
- ウェークアップ!ぷらす（読売テレビ制作・日本テレビ系列） - 2014年4月より2015年3月まで。
  - シャボン玉プレゼント（朝日放送制作、腸捻転時代はTBS系列→腸捻転解消後はテレビ朝日系列）から上沼恵美子のおしゃべりクッキング（テレビ朝日系列・朝日放送制作）までのカウキャッチャー→ヒッチハイク
- 大沢悠里のゆうゆうワイド（TBSラジオ） - 「話のエッセンス」のコーナースポンサー。

現在はスポットCMが中心である。

## CMキャラクター
- 中原ひとみ、江原真二郎（夫婦で共演）
- 土家里織
- 加藤夏希（2006年）自身がプロデュースしたメガネフレームのブランド「bit babe」なども発売。
- 夏菜（2013年1月 - ）
- 高橋みなみ、横山由依、高橋朱里（AKB48）（2016年1月1日 - ）「ガンガン！アイガン ！」キャンペーンとして
- 片岡愛之助（2022年 - ）

## 類似社名の会社
同社は、福岡県に多数の店舗を持つ天神愛眼グループとは、現時点では無関係である（過去に遡れば関係があった時期もある）。福岡県内には（大阪）愛眼の系列店も「ヨドバシ博多店」など数店舗が存在する為、両者の混同に注意が必要である。